# Complemento di moto a luogo
Nella sintassi della frase semplice, il complemento di moto a luogo indica il luogo verso il quale qualcuno o qualcosa si dirige. Il complemento risponde alle domande: "Verso dove? Verso quale luogo? Verso quale direzione?". Si tratta di un complemento indiretto.

## Come si presenta il complemento
Il complemento può essere introdotto:
- dalle preposizioni in, a, da, tra, su, verso e per, in forma semplice o articolata;
- dalle locuzioni prepositive in direzione di, alla volta di;
- è supportato dai verbi andare, partire, viaggiare, ecc.

## Esempi
- Luca va a scuola.
- Rossana e Angela stanno andando al mare.
- Paolo è partito per Milano.
- Luigi si è trasferito in montagna.
- Il palloncino volò in cielo.
- Domani sera andremo a teatro.
- Marco Polo si incamminò verso est.
- Francesca è salita sul treno.

## Particolarità del complemento
Spesso si potrebbe essere ingannati dal fatto che, nel caso in cui la direzione vada espressa verso un umano, la preposizione esprimente moto a luogo è da, la cui funzione, in altri contesti, è quella opposta, di segnalare origine o provenienza:
- Sto andando da mio zio. (moto a luogo)
- Arrivo adesso da casa di mia nonna. (moto da luogo)

## Varianti del complemento di moto a luogo
Esistono delle varianti del complemento di moto a luogo:
1. Il complemento di moto a luogo figurato, quando il luogo è astratto;
2. Il complemento avverbiale di moto a luogo, quando il complemento è costituito da avverbi di luogo.

### Esempi
- Vai al supermercato?
- Va' all'inferno!
- Sono andato lì.